# Musée de la Tolérance de Jérusalem
 (mai 2023).

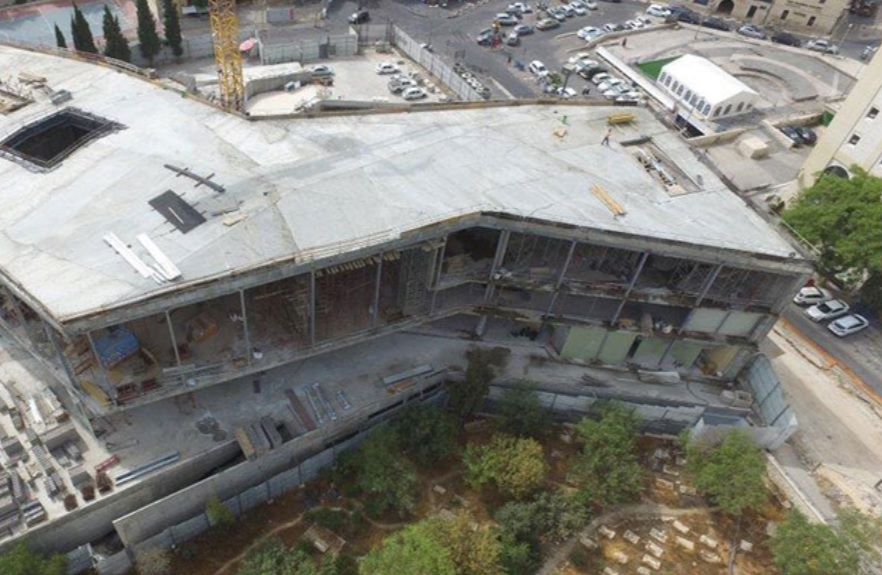
Le Musée de la Tolérance à Jérusalem en construction en 2014, accolé à un cimetière musulman.

À l'issue d'un projet qui a duré plus de 21 ans mené par Larry Mizel (en), le nouveau musée de la Tolérance de Jérusalem doit ouvrir le 15 mai 2023. Pour l'inauguration, une exposition de 120 œuvres réalisées par des photographes de renommée internationale permettra de découvrir des aspects de la vie au sein de l’État juif naissant pour marquer le 75e anniversaire d’Israël.
S’étendant sur 17 500 m2, ayant coûté 230 millions de dollars, ce bâtiment gigantesque est quatre fois plus grand que Yad Vashem, le mémorial de la Shoah israélien.